# يوشيهيسا هيرانو (لاعب كرة قاعدة)
يوشيهيسا هيرانو (باليابانية: 平野佳寿؛ بالكانا: ひらの よしひさ) هو لاعب كرة قاعدة ياباني، ولد في 8 مارس 1984 في يوجي في اليابان.

## وصلات خارجية
- يوشيهيسا هيرانو على موقع دوري كرة القاعدة الرئيسي (الإنجليزية)
- يوشيهيسا هيرانو على موقع الدوري الياباني لكرة القاعدة (الإنجليزية)
- يوشيهيسا هيرانو على موقعبيزبول رفرنس.كوم (الدوري الرئيسي) (الإنجليزية)
- يوشيهيسا هيرانو على موقعبيزبول رفرنس.كوم (الدوري الثانوي) (الإنجليزية)
- يوشيهيسا هيرانو على موقع إي إس بي إن.كوم (أم.أل.بي) (الإنجليزية)
- يوشيهيسا هيرانو على موقع مشجعي الرسوم البيانية (الإنجليزية)